# San Marino beim Eurovision Young Musicians
Übertragende Rundfunkanstalt
San Marino RTV
Erste Teilnahme
2016
Bisher letzte Teilnahme
2018
Anzahl der Teilnahmen
2
Höchste Platzierung
k. A.
Dieser Artikel befasst sich mit der Geschichte San Marinos als Teilnehmer des Wettbewerbs Eurovision Young Musicians.

## Regelmäßigkeit der Teilnahme und Erfolg im Wettbewerb
San Marino debütierte 2016 beim Eurovision Young Musicians. Der Cellist Francesco Stefanelli konnte sich jedoch nicht unter den besten Drei platzieren. 2018 nahm Stefanelli erneut für San Marino teil, schied jedoch im Halbfinale aus.
2020 zog sich der zuständige Sender San Marino RTV vom Wettbewerb zurück, ohne dafür genauere Gründe anzuführen.

## Liste der Beiträge
Farblegende: – 1. Platz. – 2. Platz. – 3. Platz. – ausgeschieden im Halbfinale/in der Qualifikation. – keine Teilnahme/nicht qualifiziert.
| Jahr           | Interpret                | Instrument               | Stücke | Platz Finale             | Platz Halbfinale                   | Nationale Vorentscheidung |
| -------------- | ------------------------ | ------------------------ | --- | ------------------------ | ---------------------------------- | ------------------------- |
| 2016           | Francesco Stefanelli     | Cello                    | Cello Concerto Nr. 1, Allegretto von Dmitri Schostakowitsch | k. A. / 11               | Direkt für das Finale Qualifiziert | interne Auswahl           |
| 2018           | Francesco Stefanelli     | Cello                    | Violoncello Totale von Krzysztof Penderecki Allegro vivace from Cello Sonata No 2 von Johannes Brahms Papillon Op.77 von Gabriel Fauré Moto Perpetuo from Sonata for cello and piano von Benjamin Britten | Ausgeschieden            | k. A. / 9                          | interne Auswahl           |
| 2020 2022 2024 | Auf Teilnahme verzichtet | Auf Teilnahme verzichtet | Auf Teilnahme verzichtet | Auf Teilnahme verzichtet | Auf Teilnahme verzichtet           | Auf Teilnahme verzichtet  |

## Nationale Vorentscheidungen
San Marino verwendete zur Auswahl seiner Interpreten bisher ausschließlich interne Auswahlen.

## Impressionen

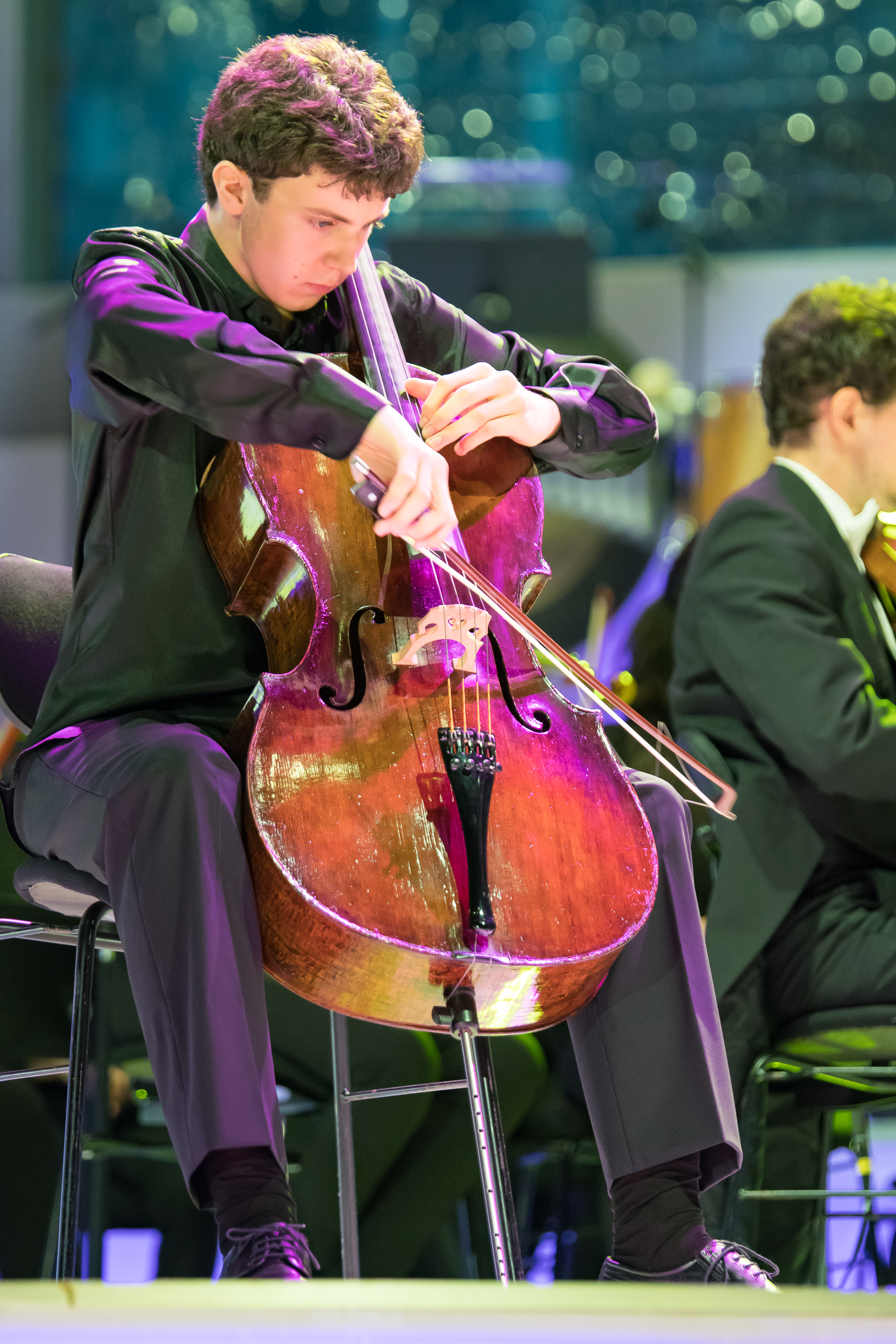
Francesco Stefanelli 2016